# قلب الکترا
الکترا هارت (به انگلیسی: Electra Heart) نام دومین آلبوم مارینا و دیاموندز خواننده و ترانه سرای انگلیسی و یونانی، متولد شهر برینمور واقع در استان ولز انگلستان است. الکترا هارت در ۲۷ آوریل سال ۲۰۱۲ توسط ۶۷۹ رکوردینگ و آتلانتیس رکورد منتشر گشت. در این آلبوم سبک‌های اصلی چون سینث‌پاپ، موسیقی موج نو ایندی پاپ حضور داشتند. در این آلبوم الکترا هارت به نوعی نام شخصیت مؤنثی است که نمایشگر فرهنگ آمریکایی می‌باشد. الکترا هارت توانست در هفتهٔ نخست، فروشی معادل ۲۱٬۳۵۸ کپی را رقم بزند و رتبه نخست را در جدول موسیقی آلبوم‌های بریتانیا کسب کند.